# Euphylidorea siouana
Euphylidorea siouana là một loài ruồi trong họ Limoniidae. Chúng phân bố ở miền Tân bắc.